# Macrolabis pratorum
Macrolabis pratorum är en tvåvingeart som först beskrevs av Johannes Winnertz 1853.  Macrolabis pratorum ingår i släktet Macrolabis och familjen gallmyggor.
Artens utbredningsområde är Tyskland. Inga underarter finns listade i Catalogue of Life.